# Partito Liberale Democratico (Bosnia ed Erzegovina)
Il Partito Liberale Democratico (in bosniaco: Liberalno Demokratska Stranka, LDS - Либерално Демократска Странка, ЛДС) è stato un partito liberale della Bosnia ed Erzegovina.

## Storia
LDS venne fondato nel 1990 dall'Associazione della Gioventù Socialista della Bosnia ed Erzegovina, un ramo dell'Associazione dei Comunisti della Bosnia ed Erzegovina. Il primo nome del partito fu Alleanza della Gioventù Socialista - Alleanza Democratica (SSO-DS). Successivamente cambiò nome in BiH Liberale, poi in Partito Liberale della BiH e, dopo l'unificazione con la LBO (Organizzazione liberale bosniaca), prese la denominazione attuale.
Alle elezioni parlamentari del 2002 il partito non ottenne alcun seggio alla Camera dei rappresentanti, ma solo un rappresentante su 140 alla Camera dei rappresentanti della Federazione di Bosnia ed Erzegovina.
Nel dicembre 2017 divenne membro associato dell'ALDE. In occasione delle elezioni generali del 2022, l'LDS annunciò la sua fusione ufficiale con il partito Naša Stranka.